# Manigances (film, 2012)
Pour plus de détails, voir Fiche technique et Distribution.
Manigances est un film québécois réalisé par Simon Côté & Isabel Dréan et écrit par Ghislain O'Prêtre, sorti en 2012. Une suite a lieu en 2013 sous le nom Manigances: Notice Rouge.

## Synopsis
Le célèbre romancier d'horreur Michel Galland, invite cinq amis très proche à dîner dans sa luxueuse demeure. Il prépare tout : bons vins, petits présents pour tout le monde, bon repas et... son suicide comme dessert. Mais tout ne se passe pas comme l'écrivain l'avait prévu. Entre l'interrogatoire et le flash-back, les lieutenants de police Dan Portal et Jonathan Brière, qui étaient chargés de l'enquête, ont mis au jour un complot tordu et surprenant.

## Fiche technique
- Réalisation : Simon Côté et Isabel Dréan
- Scénario : Gishlain O'Prêtre
- Producteur exécutif : Isabel Dréan, Simon Côté
- Producteur : Olivier Bertrand
- Musique : Jérôme Boisvert
- Photographie : Simon Villeneuve
- Son : Louis Desparois
- Montage : Maxime Poirier
- Direction artistique : Simon Côté, Isabel Dréan
- Pays de production :  Québec,  Canada
- Langues de tournage : français, anglais
- Sociétés de distribution : TVA Films
- Budget : 180 000 $CAN
- Genre : thriller
- Durée : 90 minutes
- Sortie : 14 février 2012 (Québec)

## Distribution
- Maxim Martin : Jonathan Brière
- Jean-Guy Moreau : Dan Portal
- Marc Fournier : Michel Galland
- Sophie Bourgeois : Catherine Poirier
- Maxime Le Flaguais : Guillaume Paradis
- Julie Du Page : Annick Pierre
- Hugo Giroux : Claude Pellerin
- Rémi-Pierre Paquin : Christian Boivin

## Autour du film
- Il s'agit du dernier projet de Jean-Guy Moreau avant sa mort le 1er mai 2012. La version cinématographique lui rend hommage à la fin du film.